# Fortitudo Agrigento
O SSD Fortitudo Agrigento é uma agremiação profissional de basquetebol situada na comuna de Agrigento, Sicília, Itália que disputa atualmente a Serie A2.